# Pristiglottis longiflora
Pristiglottis longiflora är en orkidéart som först beskrevs av Heinrich Gustav Reichenbach, och fick sitt nu gällande namn av Paul J. Kores. Pristiglottis longiflora ingår i släktet Pristiglottis och familjen orkidéer. Inga underarter finns listade i Catalogue of Life.